# Rhodochorton
Rhodochorton Nägeli, 1862 é  nome botânico de um gênero de algas vermelhas pluricelulares da família Acrochaetiaceae.

## Espécies
Atualmente 11 espécies são aceitas taxonomicamente no gênero. Entre elas:
- Rhodochorton rothii (Turton) Nägeli, 1862.
- Lista completa